# 労働者福祉
労働者福祉（ろうどうしゃふくし）または労働者自主福祉（ろうどうしゃじしゅふくし）とは、生活上において労働者が直面する経済的な問題を解決するために取り組む自主的な活動を指す。

## 労働者自主福祉団体
詳細は、「日本の労働者自主福祉団体一覧」の項目を参照してください。